# Dassault Falcon 7X
Dassault Falcon 7X  — широкофюзеляжний реактивний літак бізнес-класу розроблений компанією Dassault Aviation. Флагман лінійки літаків бізнес-класу компанії.

## Розробка
На сьогодні замовлення літака перевищило 200 одиниць. Літак отримав сертифікати типу Федерального управління цивільної авіації США та Європейського агентства з авіаційної безпеки у квітні 2007 року.  Перший літак було введено в експлуатацію 15 червня 2007 року;  сотий літак вийшов із заводу у листопаді 2010 року. 
У 2001 році проектна ціна літака Falcon 7X була на рівні 25 мільйонів доларів, що приблизно на 10 мільйонів дешевше від найближчих по класу конкурентів у сегменті літаків дальнього сполучення Gulfstream G550, Embraer Lineage 1000 та Bombardier Global Express.  Ціна літака у 2007 році становила вже 41 мільйон доларів. Станом на 2008 рік приблизна ціна на літак Falcon 7X становить 50 мільйонів доларів. 

## Дизайн

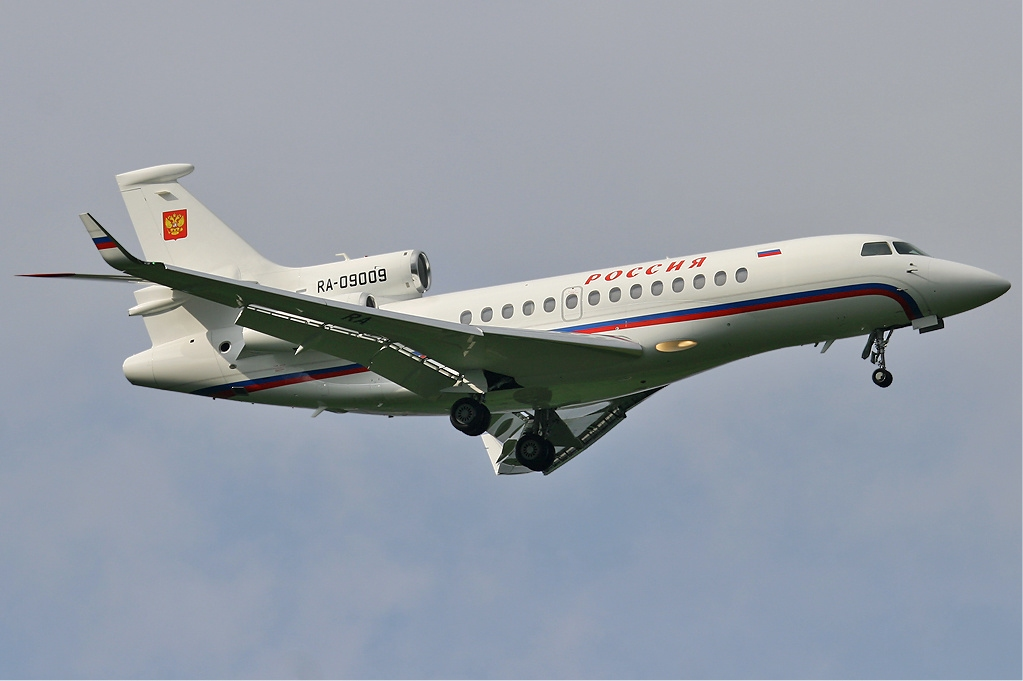
Dassault Falcon 7X в польоті.

Dassault Falcon 7X — перший літак серед класу бізнес-джетів, оснащений електродистанційною системою управління. Літак оснащено аналогічною системою авіоніки (Honeywell Primus EPIC «Enhanced Avionics System» (EASy)), що використовується на літаках Dassault Falcon 900EX та Dassault Falcon 2000EX.
Особливістю літака є те, що його компоненти повністю було розроблено за допомогою Систем автоматизованого проектування і розрахунку. Виробник стверджує, що це «перший літак повністю розроблений на віртуальній платформі» з використанням продуктів CATIA та PLM від Dassault Systèmes.
Незвичайним є наявність S-двигуна (третього центрального двигуна літака). Тому Dassault Falcon 7X є, на сьогодні, одним із трьох триджетів представлених на ринку. Іншими є Dassault Falcon 900 та російський Ту-154. Останній виготовляється дуже обмежено. Dassault Falcon 7X — перший літак бізнес-класу компанії, на якому встановлено, як стандартна опція, вінглети.

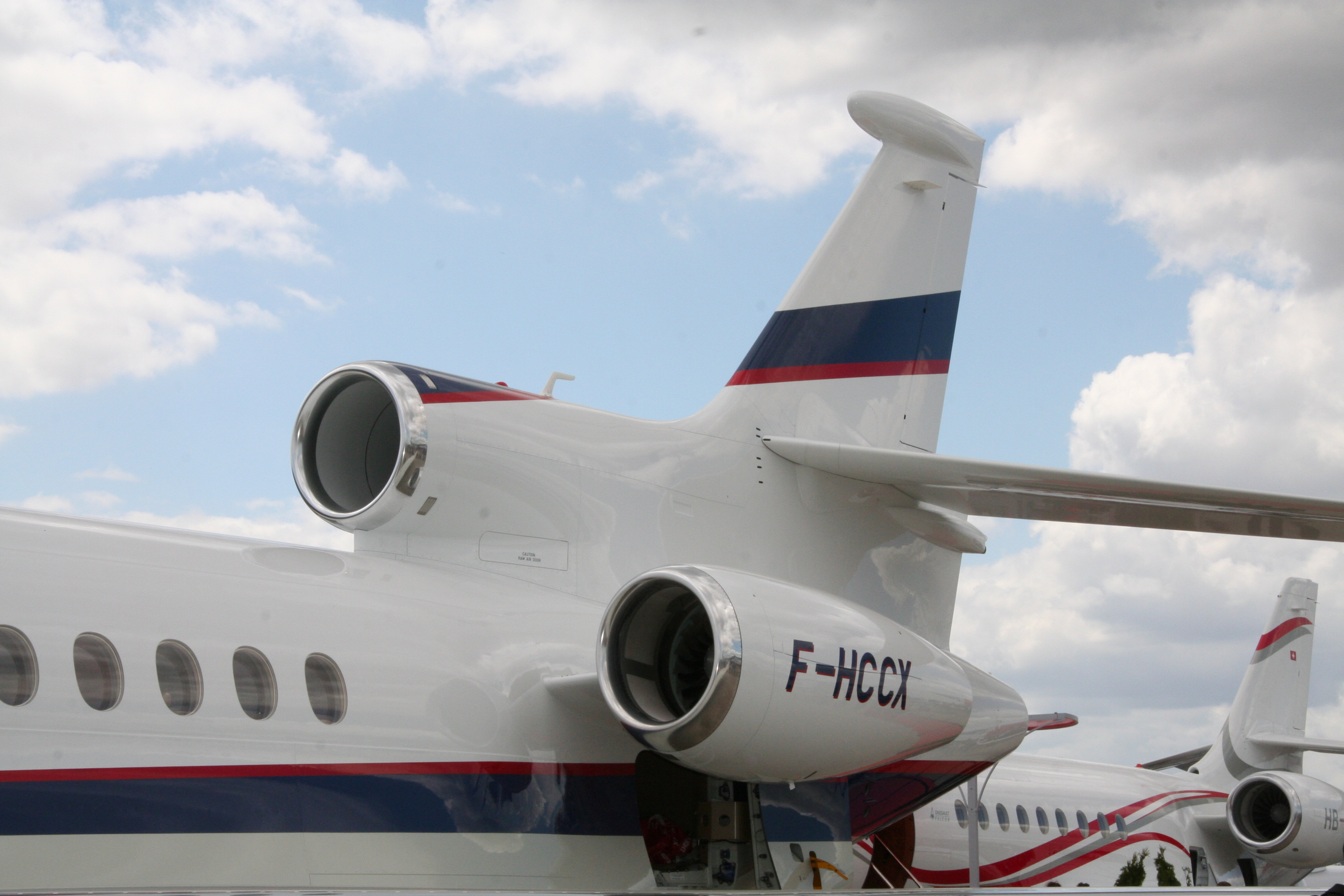
Третій двигун

## Спеціальні версії
Два Falcon 7X було куплено Французьким урядом на службу в ETEC, підрозділ, що відповідає за повітряне перевезення членів уряду. Використовується переважно президентом Франції Ніколя Саркозі. Перший доставлений літак було названо «Карла один» (англ. «Carla one»), що є, згідно з французькими джерелами, посиланням на Карлу Бруні, дружину президента.

## Події
Європейське агентство з авіаційної безпеки заборонило польоти усіх літаків Falcon 7X після звіту опублікованого у травні 2011 року Dassault Aviation про «можливості виникнення небезпечних вібрацій під час заходу на посадку», що могло при певних обставинах призвести до втрати контролю над літаком. Результати перевірки показали наявність виробничого дефекту горизонтального стабілізатора електронного блоку управління, що і міг бути причиною. Dassault Aviation провело усі необхідні модифікації по усуненню причини і уже в червні Європейське агентство з авіаційної безпеки дозволило повернутись до польотів.

## Технічні характеристики

### Dassault Falcon 7X
Основні характеристики
- Екіпаж: 2 людини
- Пасажиромісткість: до 14 пасажирів
- Довжина: 23,19 м (76 футів 1 дюйм)
- Висота: 7,863 м (25 футів 8 дюймів)
- Розмах крила: 26,21 м (86 футів)

- Площа крила: 70,7 м² (761 футів²)
- Максимальна злітна маса: 31 750 кг (70 000 фунтів)
- Корисне навантаження: 15 843 кг (34 928 фунтів)
- Силова установка: 3 × газотурбінних Pratt & Whitney Канада PW307A
- Тяга: 3 × 28,46 кН (6 400 фунтів)

Льотні характеристики
- Крейсерська швидкість: 900 км/год (486 вузлів, 559 миль/год)
- Практична дальність: 11 019 км (5 950 морських миль) з 8-ма пасажирами